# Нью-Джерси Транзит
Нью-Джерси Транзит (англ. New Jersey Transit Corporation, брендировано как NJ Transit) — корпорация, обеспечивающая пассажирское транспортное сообщение по всему штату Нью-Джерси, а также в округах Ориндж и Рокленд штата Нью-Йорк. Нью-Джерси Транзит является оператором автобусных маршрутов, нескольких линий скоростного трамвая и сети пригородных железнодорожных маршрутов на территории всего штата. Некоторые железнодорожные линии заходят в город Нью-Йорк и в Филадельфию. За исключением одной из железнодорожных линий, конечным пунктом железнодорожного сообщения Нью-Джерси Транзит являются либо Пенн-Стейшн (главный железнодорожный вокзал в Нью-Йорке, находящийся в центре Манхэттена), либо железнодорожный вокзал в Хобокене, который находится на другом берегу Гудзона от Манхэттена. Терминал в Хобокене соединён с Манхэттеном линией подземной железной дороги PATH и паромным сообщением.
Линия, идущая в Атлантик Сити со станции главного железнодорожного вокзала Филадельфии, — единственная, которая не обслуживает ни Нью-Йорк, ни Хобокен. Она также не соприкасается ни с одной железнодорожной линией Нью-Джерси Транзит, хотя имеет одну пересадочную станцию на PATCO (см. ниже).

## История
Компания образовалась в 1979 году как ветвь нью-джерсийского департамента транспорта, которая занималась пассажирскими перевозками жителей штата, многие из которых работали в центре Нью-Йорка. Создание компании также было ответом на лозунг АКТ «Получайте, управляйте, контрактируйте ради общественного транспорта и публичного интереса». Сначала, в 1979 году, компания New Jersey Transit поглотила и обрела контроль над несколькими частными автобусными компаниями в штате. Компания Конрэйл (Consolidated Rail Corporation — объединение железных дорог) образовалась в 1976 году, как результат слияния нескольких частных, но имеющих финансовые проблемы ЖД компаний. Компания Конрэйл управляла ЖД-перевозками в штате под крылом его транспортного департамента. В 1983 году компания перевела на себя всё пассажирское обслуживание штата. Сейчас компания управляет почти всеми железнодорожными перевозками в штате, за исключением:
- междугородных маршрутов Amtrak;
- межштатного метро PATH, маршруты которого ведут в Манхэттен, включая место бывшего Всемирного торгового центра (Этим метро владеет совместная портовая администрация Нью-Йорка и Нью-Джерси);
- скоростной линии PATCO между Нью-Джерси и Филадельфией под управлением портовой администрации реки Делавэр;
- различных туристических поездов, курсирующих по южным и северо-западным частям штата.

## Маршруты железнородорожной компании
На сегодняшний день насчитывается 11 линий.

### В основном из Нью-Йорка
- Линия Northeast Corridor (северо-восточный коридор) идёт тем же путём, что и одноимённая трасса Амтрака, от Нью-Йорка до столицы штата Нью-Джерси Трентона.
  - Остановки на этой линии чаще, чем у поездов Амтрака, курсирующих на той же трассе. Трентон — конечная, где можно пересесть на электричку SEPTA, идущую в Филадельфию и далее по штату Пенсильвания. На поездах Амтрака из Нью-Йорка в Филадельфию и далее можно добраться без пересадок, но по более высокому тарифу.
  - Принстонская ветвь — это ответвление от трассы с.-в. коридора, длиной в несколько километров, до университетского городка Принстон. Эта ветка обслуживается одновагонными электричками.
- Линия North Jersey Coast Line — на протяжении своих первых 19,5 миль — дублирует Northeast Corridor, после чего поворачивает на восток, потом проходит вдоль Атлантического побережья штата Нью-Джерси.
- Линия «Raritan Valley» — первые 9 миль, до города Ньюарк, дублирует трассу Northeast Corridor, после чего поворачивает на запад и проходит по долине реки Раритан.

Примечание: под Нью-Йорком подразумевается вокзал Пенн-Стейшн (Penn Station) в Манхэттене. Для Нью-Джерси Транзит — это восточная конечная. Некоторые поезда Амтрак продолжают маршрут дальше по северо-восточному коридору. Вокзал подземный.

### Из Хобокена, а также из Нью-Йорка
- Линии Morris & Essex, на запад штата

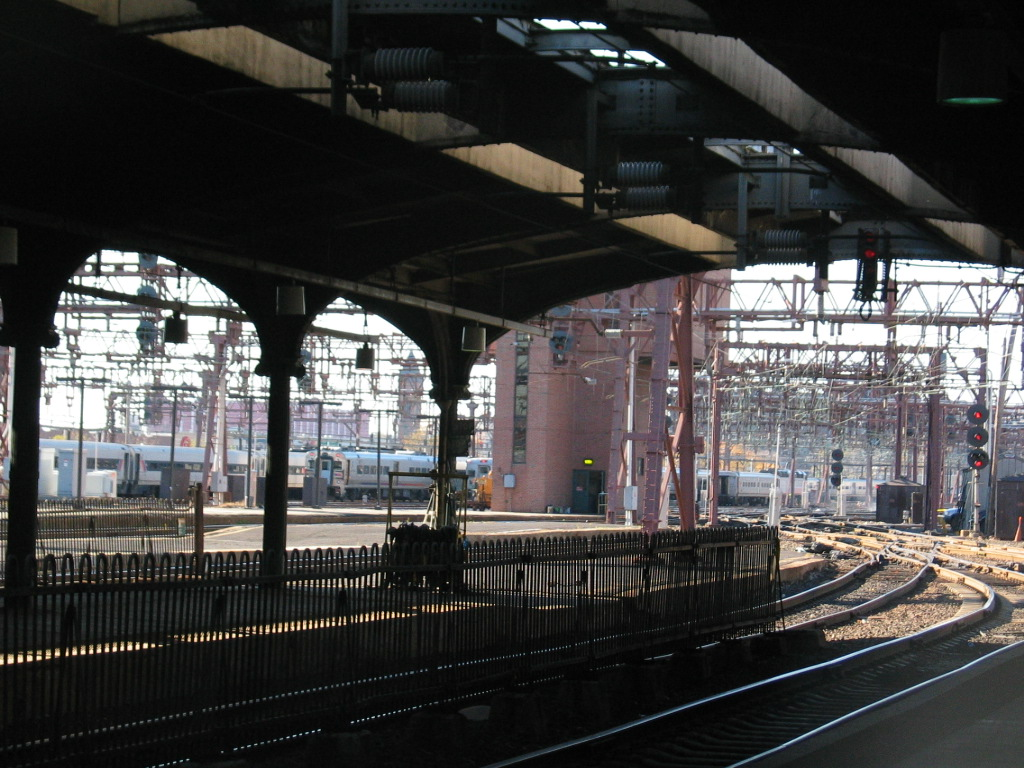
Выезжая из Хобокена

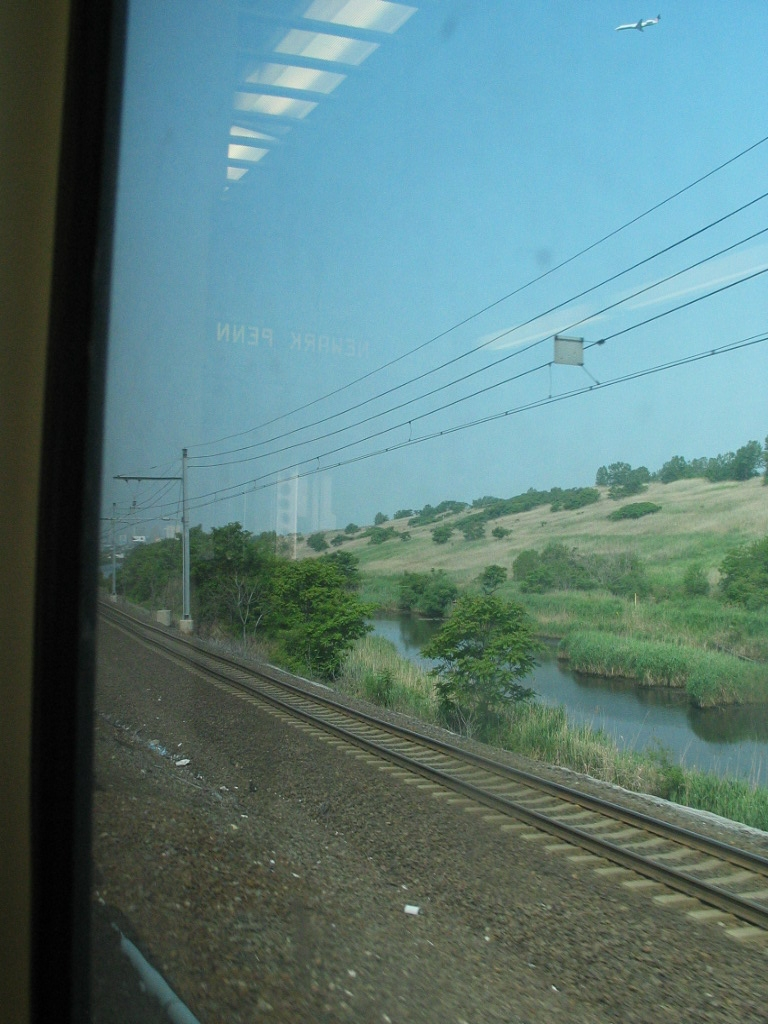
По просторам штата Нью-Джерси

  - Ветви Morristown Line и Gladstone Branch, которые разделяются в Саммите.
- Линия Montclair-Boonton на запад штата.

Маршруты этих линий, идущие в Нью-Йорк и из Нью-Йорка, называются Midtown Direct.

### Только из Хобокена
- Линии Main Line и Bergen County Line идут на север штата; вначале пути их расходятся, затем снова сходятся. Самая северная точка маршрута находится на границе со штатом Нью-Йорк в городе Порт-Джервис.
- Линия Pascack Valley Line идёт на север штата, последние три остановки в штате Нью-Йорк.

В поездах этих линий попадаются вагоны, принадлежащие ньюйоркской компании Метро-Норт, которые управляются сотрудники Нью-Джерси Транзита. Однако эти трассы с трассами компании Метро-Норт не соприкасаются.

### Филадельфия — Атлантик-Сити
- Atlantic City Line, трасса которой не соприкасается ни с одной из вышеперечисленных линий.

## Подвижной состав
Нью-Джерси Транзит использует и моторовагонные составы электропоездов, и составы безмоторных вагонов по системе «тяни-толкай». В зависимости от трассы — в эти вагоны находятся под тягой электровозов или дизельных тепловозов.

### Электровозы
- Электровоз ALP-44
- Электровоз ALP-45
- Электровоз ALP-46

Электровозы работают с переменным током 11кВ 25Гц, и 25кВ 60Гц. В отличие от электропоездов, они могут переключаться на разные напряжения на ходу. Поэтому их используют на маршрутах Midtown Direct.

### Электропоезда Arrow III
1304—1333 (одиночки)
1334—1533 (пары)

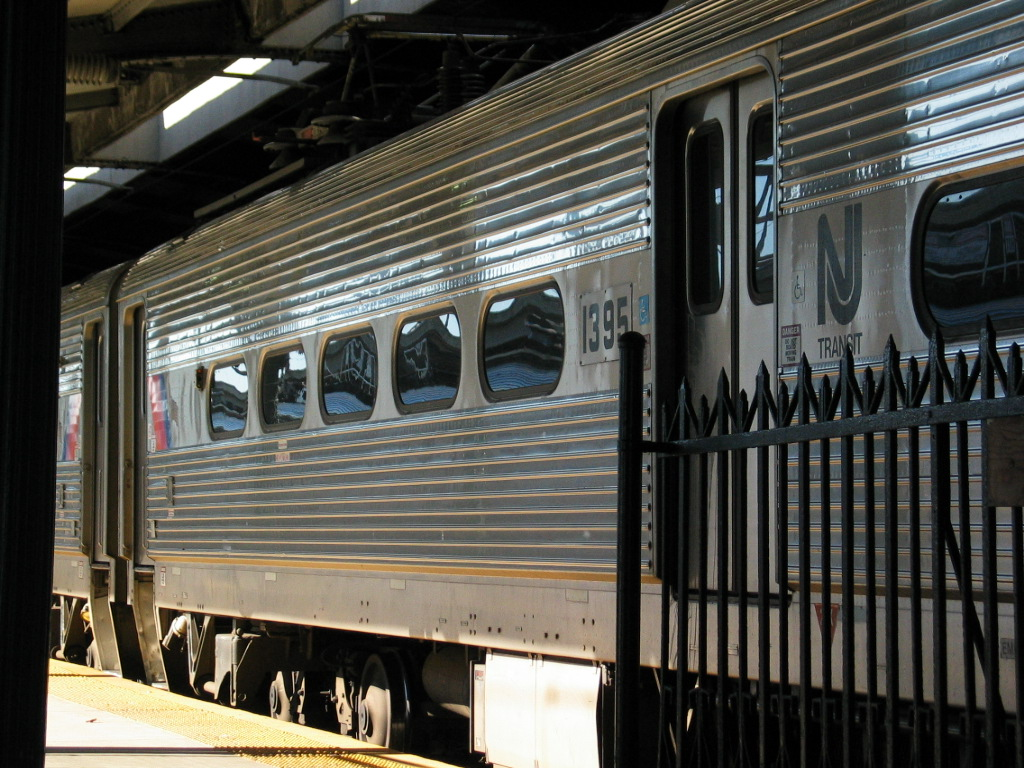
Электропоезд крупным планом

Произведены компанией Budd в 1977—1978 годы. В конструкции электропоездов присутствуют элементы оборудования, произведённого фирмой General Electric. Сидений 117, в вагонах с туалетами 113.
- Питаются переменным током 11 кВ 25Гц, или 25кВ 60Гц. На ходу переключаться НЕ УМЕЮТ, поэтому не могут работать на маршрутах Midtown Direct и North jersey Coast Line
- Используют двигатели переменного тока, максимальная скорость 80 миль в час. Работают на всех электрифицированных линиях.

#### Интерьер

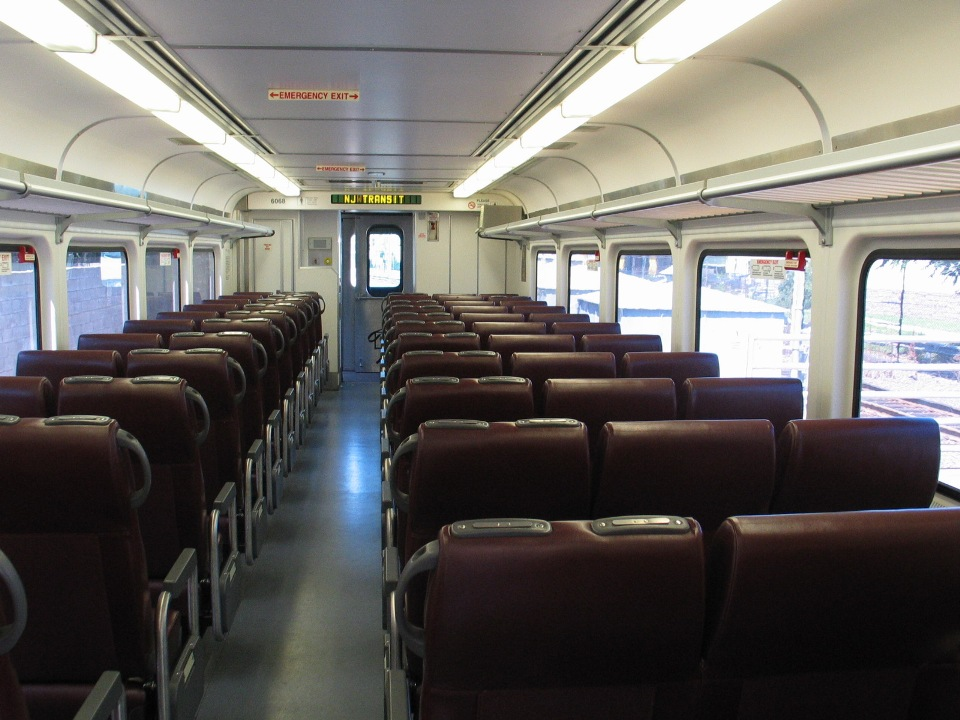
Интерьер головного вагона Comet V

В вагонах установлены полумягкие диваны тёмно-коричневого цвета. Эти диваны можно переворачивать в зависимости от направления движения. Полы устланы линолеумом, стены белые, имеются багажные полки.

## Взаимодействие К. С. и маршрутов
Моторовагонные составы используются на линиях, где напряжение КС не меняется на всём протяжении пути. К ним относится 

### Электрифицированы напряжением 11 кВ 25 Гц
- Northeast Corridor

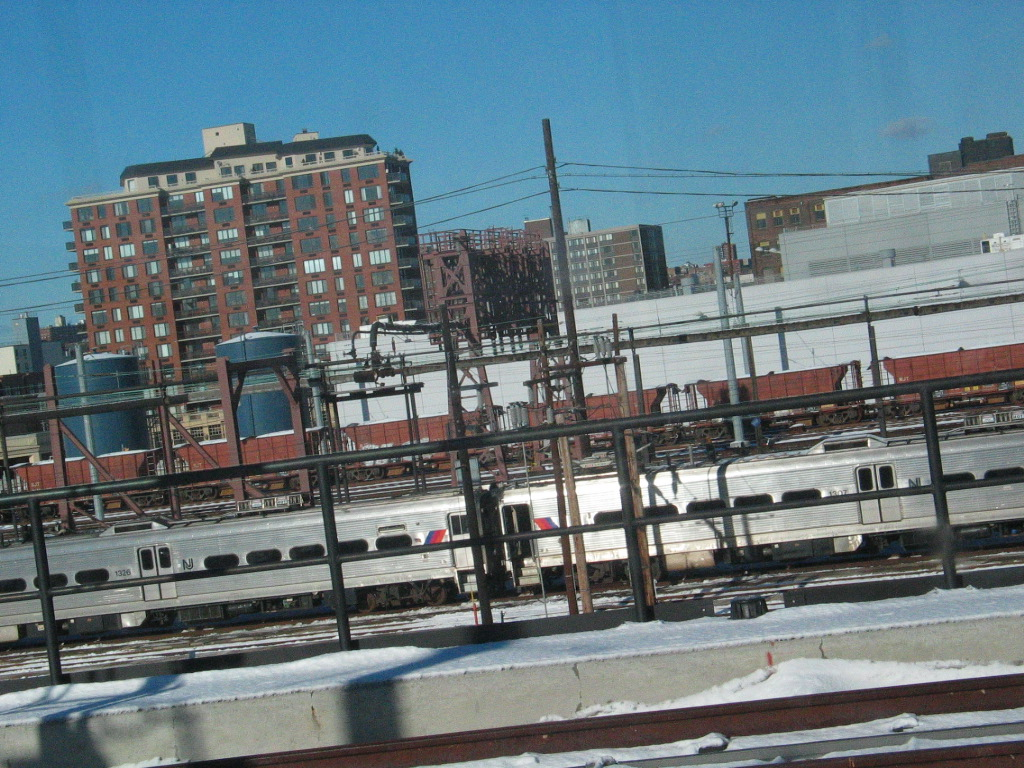
Электричка на путях к Хобокену

- По линии North Jersey Coast когда-то ходили моторвагонные поезда. Так было до того, как более южную половину линии перевели на напряжение 25 кВ. Электрификация кончается в Long Branch, южнее — дизельная тяга.

### Электрифицированы напряжением 25 кВ 60 Гц
- Morris & Essex
- Montclair & Boonton
- южная половина North Jersey Coast Line

### Midtown Direct
С Penn Station, до станций линий Morris & Essex и Montclair & Boonton можно добраться именно «тяни-толкайным» составом под тягой электровоза ALP44 или ALP-46, которые могут переключаться с 11 кВ на 25 кВ на ходу. При выезде из Н. Й. 11 кВ, на традиционно-Хобокенских линиях — 25 кВ.

### Дизельные
- дизельные линии идут от Хобокена, за север штата Нью-Джерси, иногда и с продолжением в штате Нью-Йорк.
- Линия North Jersey Coast на юг от станции Long Branch — не электрифицирована.
- Raritan Valley — Полностью дизельная, сразу после ответвления от главного хода.
- Линия «Атлантик Сити» полностью на дизельной тяге.
- Montclair & Boonton: между Montclair & Dennville, Западнее от Dover,

Сейчас на этих маршрутах используются двухсистемные теплоэлектровозы ALP45
Иногда составы под тягой локомотива работают на таких линиях, где могут работать моторовагонные составы.